# مارسيلو دانيال كولومبو
مارسيلو دانيال كولومبو (بالإسبانية: Marcelo Daniel Colombo)‏ هو كاهن كاثوليكي أرجنتيني، ولد في 27 مارس 1961 في بوينس آيرس في الأرجنتين.